# Асланов, Шикар Давуд оглы
Шикар Давуд оглы Асланов (азерб. Şikar Davud oğlu Aslanov; 10 июля 1970, Джебраильский район — 2 июля 1992, Ходжавендский район) — азербайджанский полицейский, рядовой, участник Первой карабахской войны, Национальный герой Азербайджана (1992, посмертно).

## Награды
Указом президента Азербайджанской Республики Абульфаза Эльчибея № 264 от 8 октября 1992 года рядовому Шикару Давуд оглы Асланову за личное мужество и отвагу, проявленные во время защиты территориальной целостности Азербайджанской Республики и обеспечения безопасности мирного населения, было присвоено звание Национального героя Азербайджана (посмертно).

## Память
Средняя школа села Сулейманлы, где родился Асланов, была названа в его честь.